# 千葉胤将
千葉 胤将（ちば たねまさ）は、室町時代中期の武将、守護大名。千葉氏第17代当主。

## 系譜
系譜については2つの説があり、通説では千葉胤直の子として永享4年（1432年）に生まれたとされているが、異説として胤直の父千葉兼胤の庶子で胤直の異母兄にあたり応永21年（1414年）1月7日に生まれたとする史料（「千葉大系図」）もある。また、没日についても享徳3年8月13日説、享徳4年6月15日などの異説もある。

## 略歴
嘉吉元年（1441年）、父胤直に代わって当主となる。父が永享の乱・結城合戦といずれも関東管領上杉氏を支持したのに対して、胤将は大叔父の馬加康胤の進言を聞き入れて新しく鎌倉公方となった足利成氏に仕えた。宝徳2年（1450年）の江の島合戦では、成氏方として上杉氏の重臣である長尾景仲・太田資清と戦うが、4年後の享徳3年（1455年）に病に倒れて急死した。
弟の胤宣が当主となるが、幼年の為、前当主である胤直が守護の職務を代行するが、直後に発生した享徳の乱では一転して室町幕府が出した成氏追討令を奉じて成氏派の康胤を退けた。このため、康胤と原胤房らが謀叛を起こして胤直・胤宣父子、叔父胤賢が討たれ、千葉氏宗家は滅亡に追い込まれていくのである。